# Dreipunkt-Blütenspanner
Der Dreipunkt-Blütenspanner (Eupithecia tripunctaria, Syn.: Eupithecia albipunctata), zuweilen als Brustwurz-Blütenspanner bezeichnet, ist ein Schmetterling (Nachtfalter) aus der Familie der Spanner (Geometridae).

## Merkmale

### Falter
Die Flügelspannweite der Falter beträgt 16 bis 23 Millimeter. Die Grundfarbe der Vorderflügel variiert von aschgrau bis zu schwärzlich. Die helle Wellenlinie nahe dem Saum ist in weiße Flecke aufgelöst, von denen zwei bis drei sehr deutlich ausgeprägt sind und der Fleck am Innenwinkel tritt besonders hervor. Der schwarze Mittelfleck ist manchmal nur schwach angedeutet. Die Hinterflügel sind geringfügig heller als die Vorderflügel. Zunehmend erscheinen auch melanistische Exemplare, die als f. angelicata bezeichnet werden. Diese Falter sind auf Vorder- und Hinterflügeln zeichnungslos schwarz. Lediglich die Adern und der Mittelfleck heben sich ab.

### Ei
Das Ei hat eine ovale Form und zeigt in der Schalenskulptur sechseckige Vertiefungen.

### Raupe
Erwachsene Raupen sind entweder grünlich oder bräunlich gefärbt und zeigen sehr deutliche dunkle, herzförmige, hell eingefasste Rückenflecke, deren Spitzen nach vorne gerichtet sind.

### Puppe
Die bräunliche Puppe besitzt dunkelgrüne Flügelscheiden und ist mit zwei kräftigen und sechs dünnen Hakenborsten am Kremaster versehen.

## Geographische Verbreitung und Vorkommen
Der Dreipunkt-Blütenspanner ist in Europa weit verbreitet. Sein Vorkommen erstreckt sich auch durch Asien bis nach Japan und zu den Kurilen. In den Pyrenäen und den Alpen steigt er bis auf eine Höhe von 1800 Metern. Ein weiteres  Verbreitungsgebiet befindet sich in Nordamerika und zwar von Neufundland bis nach British Columbia und zu den San Bernardino Mountains. Die Art bevorzugt Bruch- und Auwälder, Waldränder und feuchte Wiesen.

## Lebensweise
Die Falter sind dämmerungs- und nachtaktiv und fliegen in zwei Generationen von April bis Juni sowie von Juli bis September. Zuweilen saugen sie an den Blüten des Wiesenkerbel (Anthriscus sylvestris).  Sie erscheinen auch an künstlichen Lichtquellen. Die Raupen ernähren sich polyphag von den Blüten und Samen verschiedener Pflanzen, dazu zählen: Wald-Engelwurz (Angelica sylvestris), Kleine Bibernelle (Pimpinella saxifraga), Schwarzer Holunder (Sambucus nigra) und  Wiesen-Bärenklau (Heracleum sphondylium). Obwohl die Raupen zuweilen sehr zahlreich auftreten, ergeben sie oftmals nur eine begrenzte Anzahl an Faltern, da sie vielfach von Parasiten befallen werden. Die Puppen der zweiten Generation überwintern.

## Gefährdung
In Deutschland kommt der Dreipunkt-Blütenspanner in allen Bundesländern vor und ist nicht gefährdet. Die Art wird daher in der Roten Liste gefährdeter Arten nicht erwähnt.